# Économie et société
Économie et société (allemand : Wirtschaft und Gesellschaft) est un essai de sociologie de l'Allemand Max Weber, publié inachevé et à titre posthume en 1921. 
L'ouvrage est repris d'un manuscrit assorti d'indications lacunaires, composé après la disparition du sociologue par sa femme Marianne et par son éditeur Johannes Winckelmann (de). « Outre les parties déjà rédigées, il intègre des articles d'origines variées qui ont été ajoutés au gré des éditions allemandes et de leurs multiples traductions" ».
À l'issue d'un sondage réalisé parmi les membres de l'Association internationale de sociologie en 1997, l'ouvrage est considéré comme le plus important publié par la discipline au XXe siècle. Au classement, il précède L'Imagination sociologique de Charles Wright Mills et Social Theory and Social Structure de Robert K. Merton, qui est donc troisième.

## Problème dans la traduction française par Freund
Le premier tome a été traduit en français chez Plon en 1971  par Julien Freund. Les deux tomes l'ont été en 1995 (sous format poche, dans la collection « Agora ») par un collectif dirigé par Jacques Chavy et Eric de Dampierre. La revue française de sociologie regrette « que l'éditeur n'en ait pas profité pour corriger les erreurs de traduction » de Julien Freund. 
La dernière édition, chez Pocket (collection "Évolution"), date de 2003 : 
- Tome 1 : Les Catégories de la sociologie (partie rédigée entre 1918 et 1920) ;
- Tome 2 : L'organisation et les puissances de la société dans leur rapport avec l'économie (partie rédigée entre 1911 et 1913)[1].